# Lee Se-hee
Dans ce nom coréen, le nom de famille, Lee, précède le nom personnel.
Lee Se-hee, (coréen : 이세희) née le 22 décembre 1991 à Cheonan, est une actrice sud-coréenne. Elle débute en 2016 avec un clip 364 Days of Dream, depuis lors, elle est apparue dans de nombreux films et séries télévisées,.

## Filmographie sélective

### Cinéma
- 2017 : Se-hee dans Midnight Runners de Jason Kim
- 2018 : Gisaeng dans Fengshui de Park Hee-gon
- 2021 : Petite amie dans Midnight Silence de Kwon Oh-seung

### Télévision
- 2022 : Hospital Playlist : Kang So-ye
- 2024 : Les Vertus de la vente : Lee Joo-ri